# St. Leonhard ob Tamsweg

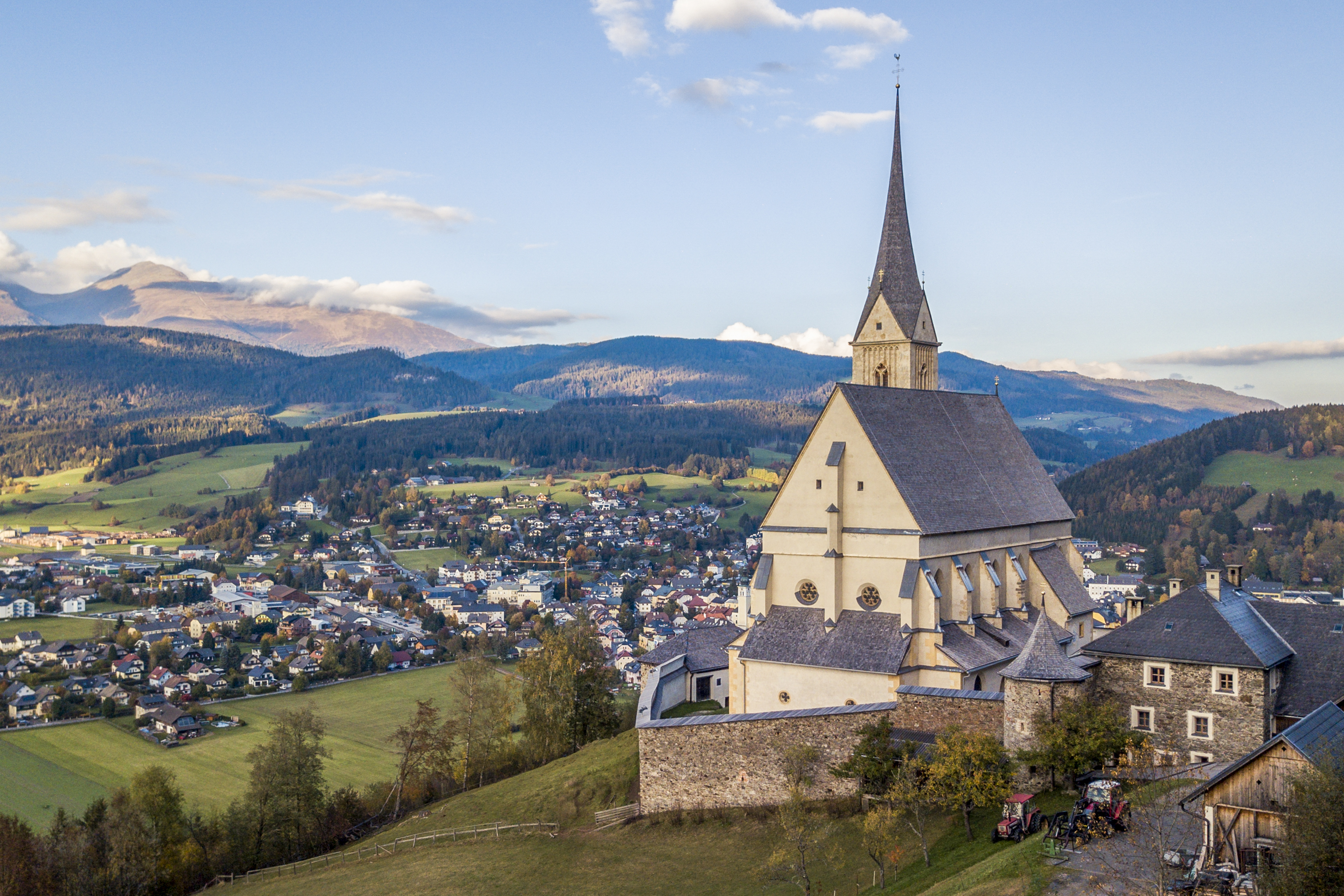
Nordwestansicht der Wallfahrtskirche

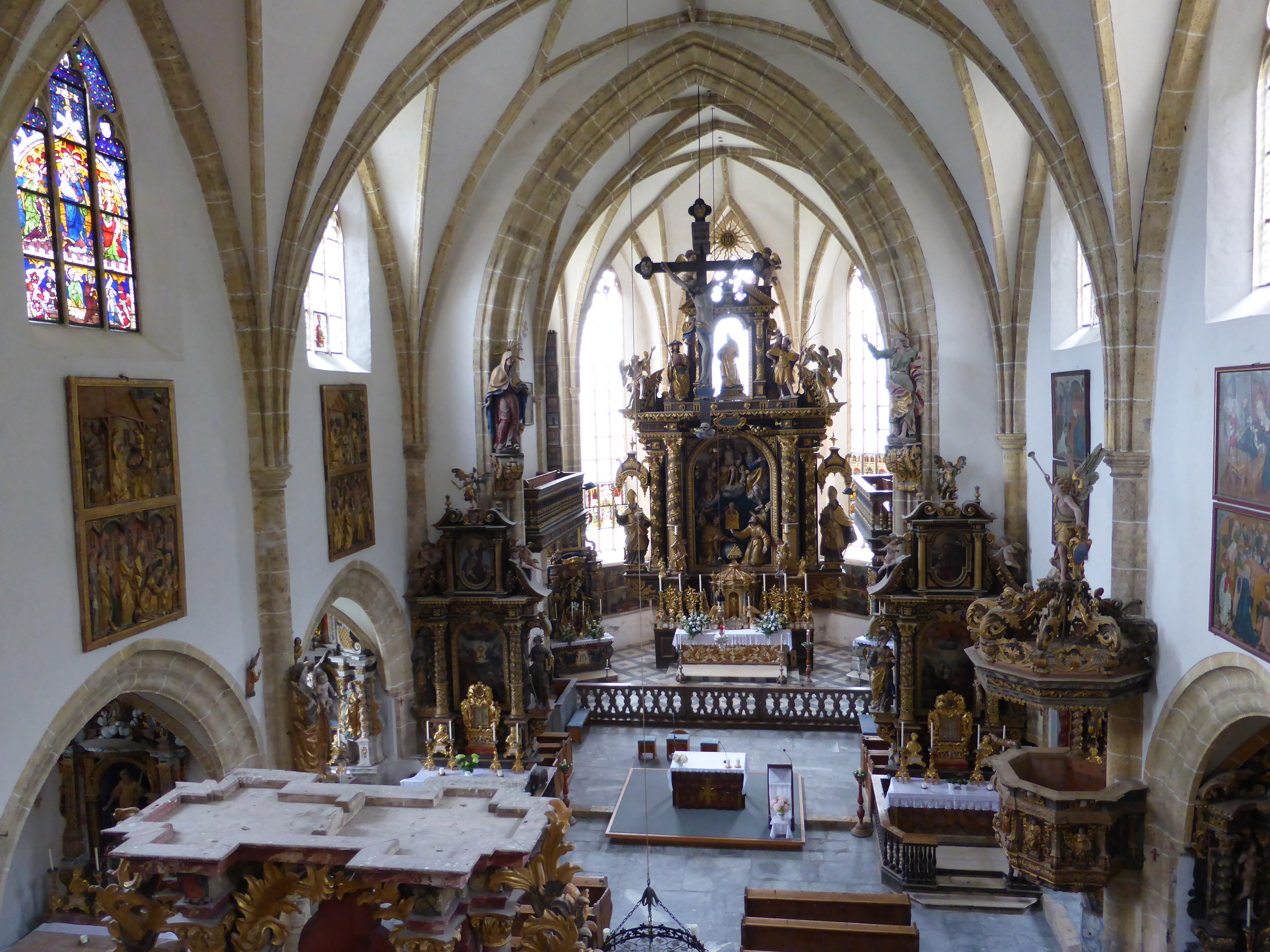
Langhaus

St. Leonhard ob Tamsweg ist eine römisch-katholische Wallfahrtskirche in der Marktgemeinde Tamsweg im Lungau im Land Salzburg. Das Patroziniumsfest wird am 6. November, dem Gedenktag des hl. Leonhard, begangen.
Die Kirche steht am Abhang des Schwarzenbergs über der Marktgemeinde, von wo aus man die geostete Kirche mit Nordturm, Befestigungsanlagen und mehreren mit Kapellen gesäumten Pilgerwegen, die in Form von Serpentinen auf den Berg führen, erkennen kann. Die Wallfahrtskirche steht unter Denkmalschutz.

## Legende
1421 sollen sich nahe der Stelle, an der die Kirche steht, mehrere Mirakel ereignet haben, die anfangs zum Bau einer Kapelle führten: In der Gründungslegende wird berichtet, dass eine Leonhardstatue aus der Tamsweger Pfarrkirche verschwand und auf dem Schwarzenberg, über dem Ort Tamsweg, in einem Wacholderstrauch wieder auftauchte. Sie wurde geborgen, zurückgebracht und in eine eisenbeschlagene Holztruhe gesperrt. Von dort ‚kehrte‘ die Statue eines Nachts an ihren Fundort zurück, wo sie abermals auf einem Wacholderstrauch zwischen zwei Lärchen gefunden wurde, womit der „heilige Ort“ angezeigt war. Dieser Vorgang wiederholte sich mehrmals, worauf die damals verantwortlichen Personen beschlossen, die Statue auf dem Strauch zu belassen und eine Kapelle zu errichten. Noch heute steht die Leonhardfigur auf dem, damals dann abgeschnittenen Stamm, auf dem sie 1421 aufgefunden worden war.

## Geschichte
Durch Einnahmen aus dem ab 1421 einsetzenden Zustrom an Wallfahrern konnte die Finanzierung einer größer dimensionierten Konstruktion der Kirche in Angriff genommen werden, 1433 wurde sie von Weihbischof Johann Ebser eingeweiht. Baumeister war der Salzburger Peter Harperger, der einen basilikaartigen Kapellensaal mit einem komplizierten Sternrippengewölbe (Harperger Figuration bzw. Wechselberger Figuration) und eingezogenem Chor mit Rippengewölbe in Geknickter Reihung vorsah.
St. Leonhard ist eine Filialkirche der Dekanatspfarrkirche Tamsweg im Dekanat Tamsweg der Erzdiözese Salzburg, ein Umstand, der von der Pfarre Mariapfarr bestritten wurde. Nach einer Einigung zwischen Mariapfarr und Tamsweg wurden ab 1441 während dreier Monate pro Jahr die Erträge der Wallfahrtskirche an Mariapfarr abgetreten.
Dompropst Burkhard von Weißpriach gab den Auftrag zum Bau des damals in Salzburg größten Flügelaltares, der, 1466 vollendet, dem hl. Leonhard und der hl. Maria geweiht war. Noch 1613 waren insgesamt sechs Altäre in der Kirche aufgestellt, wovon jedoch keiner mehr erhalten ist.
Als im Juli 1478 osmanische Truppen in Kärnten einfielen und in Folge erstmals das Salzburger Stiftsgebiet erreichten, wurden noch im selben Jahr Wehranlagen errichtet, die bis heute die Kirche umgeben. In diesen Befestigungsanlagen installierten Streitkräfte des ungarischen Königs Matthias Corvin ein militärisches Quartier, das erst 1489 geräumt wurde.

## Kirche

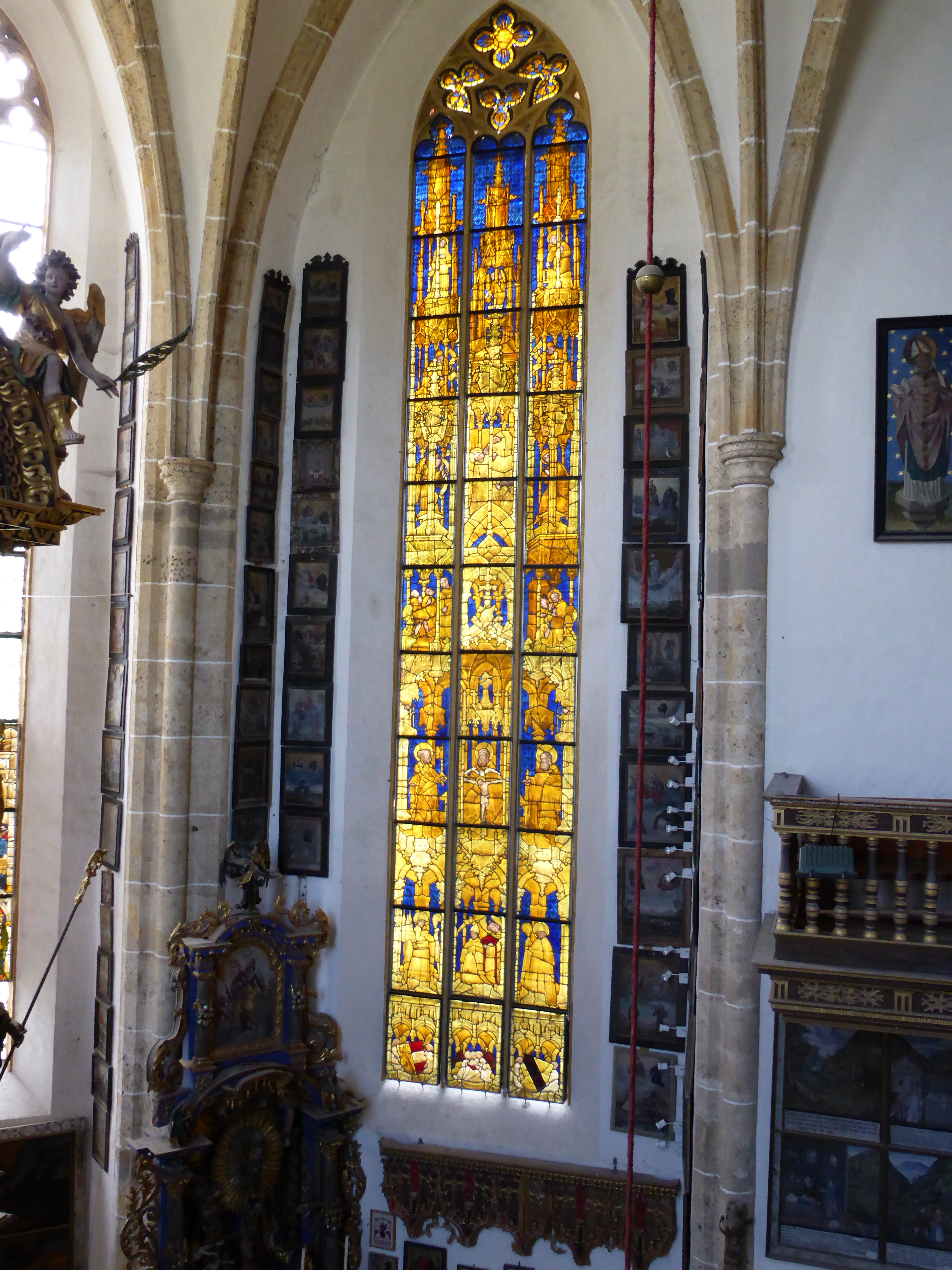
Goldenes Fenster: 1433 von Erzbischof Johann II. von Reisberg gestiftet

In 17 von 19 Fenstern sind gotische Glasmalereien zu sehen, die aus verschiedenen Teilen Österreichs stammen. Das sogenannte „Goldene Fenster“, ursprünglich mittig im Chorabschluss, seit 1912 seitlich im Chor eingebaut, hatte um 1433 Erzbischof Johann II. von Reisberg gestiftet, in einer der Glasscheiben ist sein Porträt zu erkennen. Im Lungau waren die Lehren Martin Luthers früh verbreitet worden, erste Hinweise datieren aus dem Jahre 1534. Daher übernahm 1633 der Kapuzinerorden, auch in St. Leonhard ob Tamsweg, die Seelsorge im Lungau, um die Bevölkerung dauerhaft zu rekatholisieren. Die Kapuziner wollten offenbar einer wesentlichen Forderung des Trienter Konzils, nämlich die einer sinnfälligen Anbetung des Herrn im Sakrament, nachkommen. Dabei sollte die siegreiche Wahrheit einen solchen Triumph über Lüge und Häresie feiern, daß ihre Gegner, in dem Anblick eines so großen Glanzes und in eine so große Freude der gesamten Kirche versetzt, entweder entkräftet und gebrochen dahinschwinden oder von Scham erfüllt und verwirrt irgendwann einmal wieder zur Einsicht kommen. Vermutlich in diesem Sinne kam es in der Folgezeit zu einer Umgestaltung des Inneren der Kirche, und damit einhergehend auch zu einer Änderung in der musikalischen Praxis in St. Leonhard: 1676 sorgten die dafür zuständigen Mitglieder des Kapuzinerordens dafür, dass die Orgel auf die Westempore übertragen wurde. Sie verlor dadurch ihren hervorgehobenen Standplatz am Triumphbogen, wo heute der nördliche Seitenaltar steht. Schon 1659 hatte der Tischler und Mesner Ulrich Seitlinger, der 1626 an der Vergrößerung der Orgel mitgewirkt hatte, mit der Errichtung eines neuen Hochaltares begonnen. Im Weiteren wurden 1676 am sogenannten Triumphbogen zwei Altäre aufgestellt, deren Entwürfe von Georg Haim stammten und die von Jakob Seitlinger getischlert wurden.

## Kultgegenstand

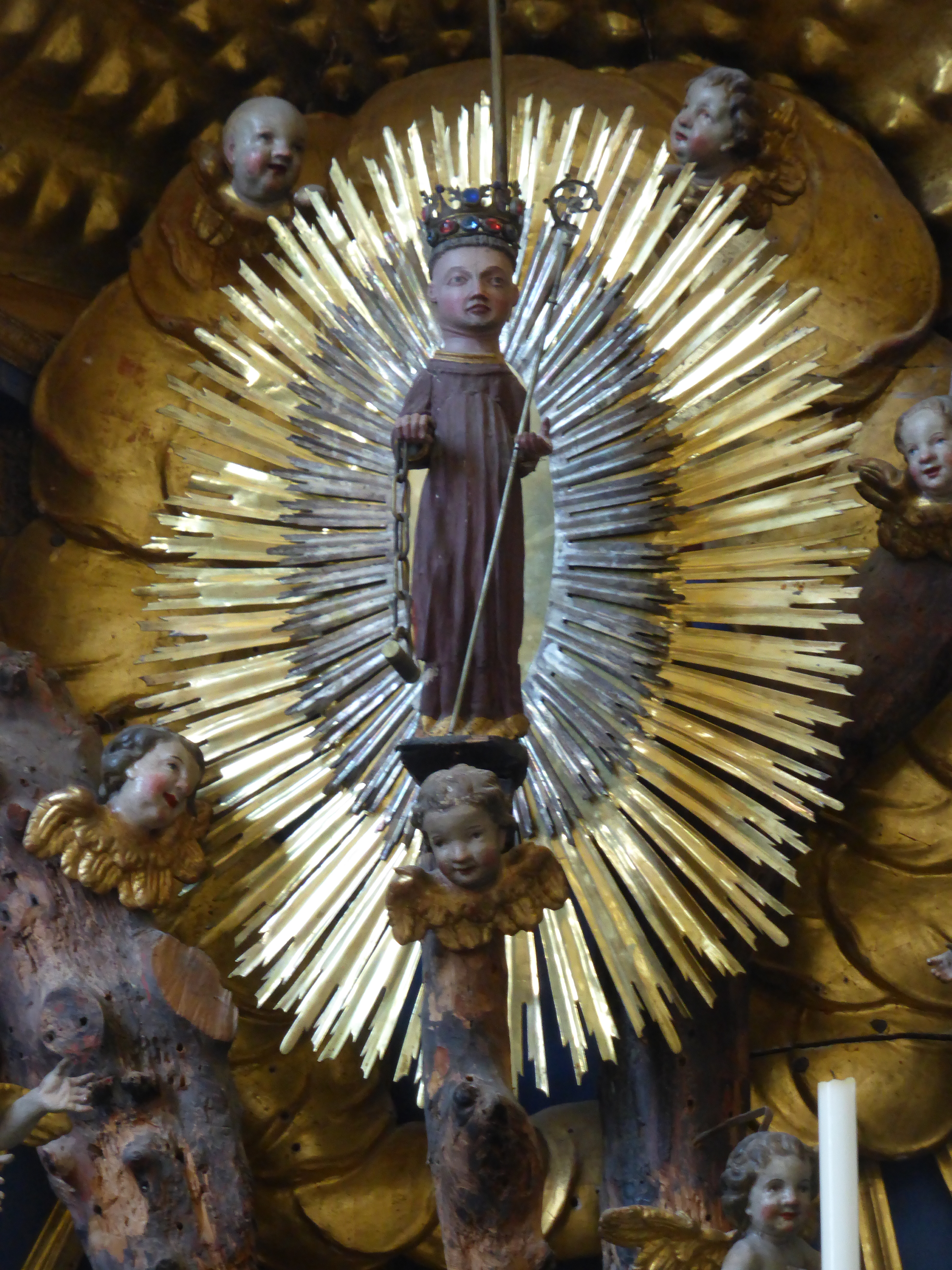
St. Leonhard, 1421 auf dem Wacholderstrauch aufgefunden

Kultgegenstand ist eine bäuerliche Schnitzerei aus der ersten Hälfte des 15. Jahrhunderts, sie stellt den hl. Leonhard dar. Hinweise darauf, warum die auf einem Wacholder-Ast montierte Statue an der Rückseite verkohlt ist, konnten bisher nicht gefunden werden.

## Wallfahrt
Wallfahrtsmotive waren vornehmlich der Schutz der Nutztiere, insbesondere der Hauspferde, und Schutz vor Gefangennahme. Der hl. Leonhard gilt im Weiteren als Nothelfer: Helfer in bäuerlichen Angelegenheiten, Patron der Gefangenen, Patron der Wöchnerinnen und Kranken, Wetterpatron und Beschützer von Hab und Gut. Votive waren häufig geschmiedetes Eisen in Form von Ketten, da der hl. Leonhard als „Kettenlöser“, als Befreier aus Gefangenschaft verehrt wurde (→ Kettenkirche), aber auch Wachs, Wolle, Flachs und andere Materialien.

## Orgel

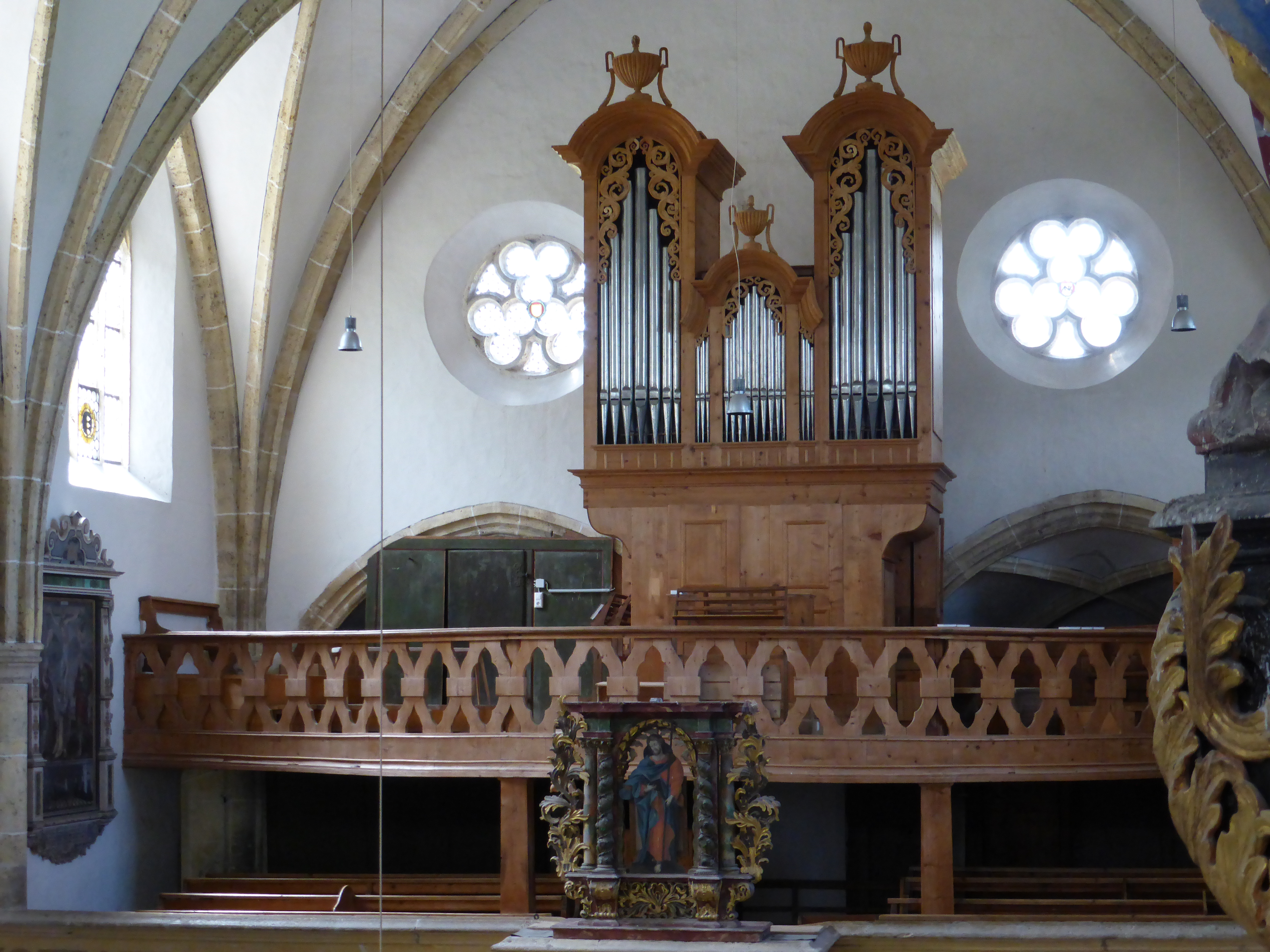
Dummel-Orgel von 1838

Die Orgel wurde 1837/38 von Johann Dummel geschaffen. 2005–2007 wurde sie von Orgelbau Walter Vonbank umfassend restauriert. Der Kalkant wird seither durch Balgaufzugsmaschinen mit Getriebemotoren ersetzt, die alle drei Bälge abwechselnd aufziehen.
Disposition
| Manual: C–g3 |       |
| Principal    | 8′    |
| Gamba        | 8′    |
| Gedeckt      | 8′    |
| Flöte        | 4′    |
| Dolce        | 4′    |
| Quint        | 2 ⁄3′ |
| Octav        | 2′    |
| Mixtur IV    | 1 ⁄3′ |

| Pedal: C–f0 |     |
| Subbaß      | 16′ |
| Octavbaß    | 8′  |
| Violon      | 8′  |
| Pedalcoppel |     |

Anmerkungen
1. ↑  Schreibweise der Register zitiert nach den Porzellanschildern am Spieltisch (2007)
2. ↑  Dummel nannte sie Piramidflötte (= Pyramidflöte)
3. ↑  Enthält eine Terzreihe

Technische Angaben
- Stimmung:
  - Stimmtonhöhe: a1 = 446,9 Hz (bei 15 °C)
  - Stimmung: Neithardt 1729 für eine Stadt
- Winddruck: 65 mm WS[26]

## Besonderheiten
Seit Gregor Lederwasch I 1665 Mesner der Wallfahrtskirche wurde, wird dieses Amt ununterbrochen bis heute von Nachfahren der Familie Lederwasch bekleidet. Nach dem Tod von Heliodor Theobaldus Lederwasch (1828–1897) übernahm dessen Tochter Krescentia, verheiratete Resch, den Mesnerdienst. Von etwa 1950 bis zu ihrem Tod 1996 versah deren Schwiegertochter Marianne Resch diesen Dienst, von 1996 bis zu ihrem Tod 2021 deren gleichnamige Schwiegertochter.